# Jesse B. Badgett
Jesse B. Badgett (* 7. März 1807 im Granville County, North Carolina; † nach 1858) war ein US-amerikanischer Siedler und Politiker.

## Werdegang
Jesse B. Badgett, Sohn von Lavinia „Vinie“ Partee und Benton Badgett, wurde 1807 in North Carolina geboren. Seine Familie zog während seiner Kindheit in das Arkansas-Territorium und ließ sich dort am oberen Teil des Arkansas Rivers nieder. Als Siedler in einer unentwickelte Region erlebten sie viele Entbehrungen. In der Folgezeit wuchs Jesse B. Badgett mit jeder neuen Aufgabe innerlich, welche sich ihm dort stellte. Das Land war wild und dünn besiedelt. Jagen, Fischen und Fallenstellen waren die Hauptbeschäftigung der Siedler, abgesehen von den gelegentlichen Zusammenstößen mit den dort nomadisch lebenden Indianern. Je nach Quelle kam er mit seinem Bruder William Badgett Ende der 1820er Jahre bzw. Mitte der 1830er Jahre nach Texas, welches damals noch Teil von Mexiko war. Er ließ sich in San Antonio nieder, das damals noch San Antonio de Béxar hieß. In der Folgezeit schrieben sich die beiden Brüder in der Armee von Texas ein. Jesse B. Badgett diente ab dem 1. Februar 1836 unter Colonel William Travis in Alamo. In den folgenden Tagen wurden Badgett und Samuel A. Maverick zu Delegierten bei der Konvention von 1836 in Washington gewählt, welche Anfang März stattfinden sollte. Als die Schlacht von Alamo begann, trafen beide in Washington ein, wo sie die Unabhängigkeitserklärung von Texas mitunterzeichneten. Badgett kehrte wahrscheinlich in der Folgezeit nach Arkansas zurück.
Mit seiner Ehefrau Margaret „Mary“ A. Badgett (1823–1896) hatte er mindestens fünf Kinder: Marshall (* 1844), George R. (* 1849), Mary Jesse (* 1851 in Crittenden County, Arkansas), Sarah Dora (* 1854) und Reuben (* 1858).